# Yu-Gi-Oh!: Dvoboj čudovišta

Yu-Gi-Oh! Dvoboj čudovišta, poznat izvan Japana kao jednostavno Yu-Gi-Oh !, druga je adaptacija u seriji. Producirali su ga Nihon Ad Systems i TV Tokyo, dok je animaciju za emisiju radio Studio Gallop. Lagano prilagođavajući mangu od šezdeset poglavlja nadalje, serija sadrži nekoliko razlika od mange tj., proizvedene serije i uglavnom se usredotočuje na igru Duel čudovišta, uklapajući se u stvarni život Yu-Gi-Oh!: Trading Card Game. Serija je emitirana u Japanu na TV Tokio između 18. travnja 2000. i 29. rujna 2004., prikazujući se u 224 epizode. Remasterirana verzija serije, usredotočena na specifične dvoboje, počela je emitirati u Japanu od 7. veljače 2015.
U 2001. godini 4Kids Enteirnament dobio je dozvole za YuGiOh, tako da su izvršili mnoge promjene, misleći da se moraju obaviti za dječji uzrast

## O anime-u
Glavni lik ove anime serije je Yugi. Kada Yugi Moto, znatiželjni dječak koji živi u Domino gradu, koji je ujedno i mjesto radnje cijele ove anime serije, u kojem se je on rodio i odrastao, složi tisućljetnu zagonetku i tako odključa faraona "Atema" koji je unutar zagonetke, iz drevnog Egipta počinje sam anime. Uz pomoć zagonetke, on može da se pretvori u tog istog faraona, koji izgleda kao on ali puno stariji, iz razloga što faraon Atem nema svoj pravi izgled, tako da on izgleda kao stariji i veći Yugi. Glavnog lika, pozitivca, Yugia Moto-a i njegove prijatelje Joey-a, Tristana, Bakuru i Teu interesuje kartaška igra YuGiOh, koja je popularna širom Domino grada. Yugijev djed drži prodavaonicu YuGiOh karata. Kada ga jednom posjete njegov unuk i njegovi prijatelji, on im pokaže svoju rijetku kartu Plavog Plavookog Zmaja(eng. Blue eyes white dragon). To je četvrta takva karta, jer postoje samo tri, a ostale tri posjeduje Seto Kaiba, vlasnik Kaiba korporacije, nikad poraženi prvak YuGiOh kartaške igre. Ali to se uveliko promjeni, kada on sazna ko ima četvrtu kartu, i porazi Yugijevog djeda, dobije i četvrtog plavog plavookog zmaja, Yugijev djed kaže Yugi Moto-u da je Kaiba osvojio tu kartu, djed Yugiju daje svoj špil, a Yugi, pretvorivši se u faraona Atema, koji se ujedno pretvara u Atema kad god se bori, ulazi u povijest kao prva osoba koja je porazila Seto Kaibu, prvaka Dvoboja Čudovišta, za osvetu. Tada najveći rival Kaibe posatje Yugi Atem, ili drugim nazivom Yami. 

## Špilovi likova

### Yugi Moto(Atem)
Yugi originalno koristi karte koji je izgradio njegov djed (Solomon Moto) u revanšu protiv Seta Kaibe. On je u svoj špil dodao i kartu Plavooki Plavi Zmaj, drugim nazivom i "Plavi Plavooki Zmaj", četvrtu rijetku po redu, međutim, Seto Kaiba ju je uništio nakon poraza Solomona u duelu. Yugijeve karte većinom su DARK i EARTH vrste i imaju pomanje bodova za napad(ATK). Njegova omiljena i najjača karta u špilu je Mračni Čarobnjak, koji sveukupno ima 2500 napadačkih bodova. Također posjeduje i Summoned Skul-a, od 2500 napadačkih bodova, na hrvatski prevedeno kao "Skeleton" 

#### Službena lista karata Yugi Moto-a.
| Normalna čudovišta | Efekt Čudovišta | Ritual čudovišta                                 | Magične karte | Karte Klopke                         |
| --- | --- | ------------------------------------------------ | --- | ------------------------------------ |
| - Battle Steer - Beaver Warrior - Celtic Guardian - Curse of Dragon - Dark Magician - Feral Imp - Gaia The Fierce Knight - Giant Soldier of Stone - Griffore - Horn Imp - Koumori Dragon - Left Arm of Forbidden One - Left Leg of the Forbidden One - Mammoth Graveyard - Mystical Elf - Right Arm of the Forbidden One - Right Leg of the Forbidden One - Rude Kaiser - Silver Fang - Summoned Skull - Torike - Winged Dragon, Guardian of the Fortress - Zombie Warrior | - Catapult Turtle (used later in this arc with a a different effect.) - Dark Sage - Exodia the Forbidden One - Kuriboh - Sangan | - Black Luster Soldier - Magician of Black Chaos | - Black Luster Ritual - Book of Secret Arts - Brain Control - Breath of Light - Burning Land - Dark Hole - Dark Magic Ritual - De-Spell - Full Moon - Horn of the Unicorn - Living Arrow - Magical Hats - Makiu, the Magical Mist - Monster Reborn - Monster Recovery - Monster Replace - Multiply - Mystic Box - Polymerization - Soul Release - Swords of Revealing Light - The Eye of Truth | - Mirror Force - Spellbinding Circle |

#### Posjedovanje božanskih karata
Prva božanska karta, (eng., Egyptian God), od njih tri, koju je Yugi osvojio bila je Slifer The Sky Dragon, druga Obelisk The Tormentor, koju je prvo posjedovao Seto Kaiba, a treću The Winged Dragon Of Ra. Kasnije su sve tri zakopane duboku pod zemju u tisućljetnom kamenu, u sedmoj, (službeno petoj sezoni) zajedno sa svim tisućljetnim elementima koje je Yugi sakupio tokom serije boreći se protiv negativaca anime serijala. 

#### Specijalni špil
Tako nazvan špil, u 13. epizodi Yugi kombinuje neke karte Džojija(Joey), Tristana i Teje s već svojima da se bori protiv Yami Bakure. 

### Seto Kaiba
Poznat je po svoja tri plavoka plava zmaja, koja svaki ima po 3000 bodova za napad, a 2500 za obranu. Moguće ih je spojiti i dobiti Ultimate plavokog plavog zmaja s 4500 napadačkih bodova.

#### Lista karata
| Normalna Čudovišta | Efekt Čudovišta | Špil "Fusion čudovišta" | Magične karte | Karte klopke                                                                                          |
| --- | --- | --- | --- | --- |
| - Aqua Madoor - Battle Ox - Blue-Eyes White Dragon x3 - Grappler - Gyakutenno Megami - Hitotsu-Me Giant - Judge Man - La Jinn the Mystical Genie of the Lamp - Mystic Horseman - Rude Kaiser - Ryu-Kishin Powered - Saggi the Dark Clown - Hyozanryu - La Jinn the Mystical Genie of the Lamp - Luster Dragon #2 - Vorse Raider | - Ancient Lamp - Cave Dragon - Cyber Jar - Different Dimension Dragon - Giant Germ x2 - Kaiser Sea Horse - Lord of D. - Possessed Dark Soul - Slate Warrior - Spear Dragon - Spirit Ryu - The Wicked Worm Beast - Thunder Dragon x3 - Twin-Headed Behemoth - Vampire Lord | \| Fusion Monsters - Blue-Eyes Tyrant Dragon - Blue-Eyes Ultimate Dragon - XYZ-Dragon Cannon Critias Fusions - Doom Virus Dragon - Mirror Force Dragon - Tyrant Burst Dragon \| | - A Wingbeat of Giant Dragon - De-Fusion - Double Snare - Heavy Storm - Magic Reflector - Monster Reborn - Negate Attack - Polymerization - Pot of Greed - Quick Attack - Ring of Defense - Shrink - The Flute of Summoning Dragon | - Burst Breath - Crush Card Virus - Dragon's Rage - Last Turn - Ring of Destruction - Soul Demolition |
| Fusion Monsters - Blue-Eyes Tyrant Dragon - Blue-Eyes Ultimate Dragon - XYZ-Dragon Cannon Critias Fusions - Doom Virus Dragon - Mirror Force Dragon - Tyrant Burst Dragon | | | | |

#### Posjedovanje božanskih karata(eng. Egyptian Gods)
Posjedovao je Obelisk The Tormentora u drugoj sezoni, sve dok ga Yugi nije porazio i tako ga osvojio

### Joey Wheeler
Najbolji prijatelj Yugija, sam sebe naziva Kraljem Dvoboja Čudovišta, profesionalni je yugioh igrač. Najjača karta u špilu mu je "Red Eyes B. Dragon" koji ima 2400 napadačkih bodova, a svega 2000 obrambenih bodova(DEF)

#### Lista karata
| Normalna Čudovišta                                                  | Efekt Čudovišta | Spell (magične) karte | Karte klopke                                                                                               |
| ------------------------------------------------------------------- | --- | --- | --- |
| - Alligator's Sword - Axe Raider - Baby Dragon - Red-Eyes B. Dragon | - D. D. Assailant x2 - D. D. Warrior Lady - Gearfried the Iron Knight - Gilford the Lightning - Goblin Attack Force - Jinzo - Marauding Captain x2 - Panther Warrior - Rocket Warrior x2 - Sasuke Samurai #4 - Time Wizard - Versago the Destroyer - Zombyra the Dark x2 | - Cost Down - Dangerous Machine TYPE-6 - Fusion Gate - Graceful Charity - Graceful Dice x2 - Pot of Greed - Reinforcement of the Army x2 - Scapegoat x2 - The A. Forces | - Call of the Haunted - Fairy Box - Graverobber - Magic-Arm Shield - Metalmorph - Sixth Sense - Skull Dice |

## Radnja

### Prva sezona
Yugijev djed Yugiju daje drevni egipatski antikvitet - tisućljetnu zagonetku. Yugiju uspije ono što još nikom nije uspjelo - složi sve dijelove tisućljetne zagonetke i iz nje se oslobađa 5000 godina star duh koji se zove Yami.Ne sjeća se svog života, samo zna da je bio faraon u starom Egiptu. Kada Yugi upadne u probleme Yami preuzima stvar u svoje ruke. Yugi jednog dana pobijedi Seto Kaibu,vrhunskog igrača dvoboja čudovišta. Maksimilijan Pegaz,čovjek koji je tvorac igre i nepobjedivi dvobojnik želi zarobiti Yamijevu dušu kako bi prisvojio njegove faraonske moći,pomoću kojih želi oživiti mrtvu suprugu Ceciliju.Kako bi Pegaz privukao Yugija i Yamija na svoj kartaški turnir,uzme dušu Yugijevog djeda. Yugi se prijavi na turnir kako bi spasio svog djeda.

### Druga sezona
Seto Kaiba organizira turnir „Bojni grad“ na kojem pobjednik dobiva tri egipatske božanske karte. Pojavljuje se Ishizu koja ima tisućljetnu ogrlicu i može predviđati budućnost.Ona Kaibi daje Obeliska mučitelja. Druge dvije božanske karte pripadaju Mariku, Ishizinom zlom bratu koji ima tisućljetni štap. Kasnije će Yugi od Marika uzeti Nebeskog zmaja(kasnije Nebeski zmaj Slifer). Ali Marik ima još jednu,najmoćniju kartu - Krilatog zmaja Ra. Marik želi ukrasti tisućljetnu zagonetku od Yugija da bi postao gospodar svijeta.Legenda kaže da će onaj koji skupi sve tri božanske karte i tisućljetnu zagonetku vladati svijetom.U finalu Marik će Mai poslati u kraljevstvo sijena zato što je izgubila dvoboj sjena.Finale se treba nastaviti na Kaibinom otoku.

### Treća sezona
Finale turnira prekida dječak Noa koji zarobi Yugija, Kaibu i njegove prijatelje u virtualni svijet u kojem dvoboj čudovišta postaje stvarnost. U tom svijetu Yugi i prijatelji se moraju suočiti s velikom petorkom koji su prije radili u Kaiba Korporaciji. Oni se se žele osvetiti Kaibi jer ih je zarobio u virtualnom svijetu nakon Pegazovog turnira.Tamo Kaiba upoznaje svog očuha Gozabura koji je također zarobljen u virtualnom svijetu. Na kraju Noa otkriva da je on Gozaburov biološki sin. Yugi i Kaiba zajedno poraze Nou, Gozabura i veliku petorku. Turnir se može nastaviti. Natjecatelji se okrše u finalima. Yugi pobijeđuje i dobije tri božanske karte. Marik prelazi na stranu dobra.

### Četvrta sezona
Potragu Yugija i faraona za odgovorima iz prošlosti prekida Dartz gospodar Atlantide, koji pomoću svojih pomoćnika krade sve tri božanske karte. Također on zarobljava Yugija i njegove prijatelje pomoću Orikalkosa. Faraon pronalazi način da se odupre Orikalkosu i spašava sve Dartzove zatočenike. Pomoću božanskih karata pobjeđuje veliku zvijer Orikalkosa i uništava zlo koje je do tada kontroliralo Dartza.

### Peta sezona
Yugi i njegovi prijatelji trebaju da se vrate s Atlantide nazad u Domino, međutim nemaju kako da se vrate. Kaiba organizuje još jedan turnir, nesvjestan da je jedan njegov neprijatelj iz prošlosti pristupio turniru. Također Yugi i njegovi prijatelji se prijavljuju na turnir i otkrivaju tog Kaibinog neprijatelja i sprječavaju njegove zle planove.

### Šesta sezona
Zli duh iz Bakurinog tisućljetnog prstena ponovno zaposjeda Bakuru i Kaibi daje, Pegazovo tisućljetno oko te ga izaziva na borbu. Borba se završava neriješeno pošto zli duh napušta borbu. Yugi konačno odlazi u Egipat sa svojim prijateljima gdje pomoću moći tri božanske karte ulazi u svijet njegovih sjećanja. Međutim zli duh iz Bakurinog tisućljetnog prstena krišom uđe u tisućljetni svijet s njima. Kaiba također pomoću tisućljetnog oka ulazi u tisućljetni svijet. Yugi se budi kao faraon i uskoro saznaje kako su nastali tisućljetni elementi i tko su bili nihovi tadašnji čuvari. Duh iz tisućljetnog prstena zaposjeda kralja lopova i pomoću njega krade sve tisućljetne elemente od njihovih čuvara i stavlja ih u tisućljetni kamen. Duh iz tisućljetnog prstena zatim govori faraonu da su on i Zork jedno te isto, te konačno prelazi u svoju istinsku formu, t.j. u Zorka gospodara igara u sjeni. Faraon shvata da je prije mnogo godina u stvari pobijedio Zorka, t.j. da je njega zarobio u tisućljeni prsten a sebe u tisućljetnu zagonetku kako bi ga zaustavio. Kaiba i čuvari tisućljetnih elemenata pomažu faraonu da odvuče pažnju Zorku dok Yugi i njegovi prijatelji za to vrijeme pronalaze Faraonovo pravo ime. Faraon uz pomoć svog imena spaja sve tri božanske karte u Horaktija gospodara svjetlosti i tako zauvijek uništava Zorka.

### Sedma sezona
Nakon pobjede nad Zorkom, faraon Atem i Yugi su gotovo završili svoju zadaću. Još je ostala ceremonijalna borba, koja će odlučiti da li su Atem i Yugi spremni da se odvoje. Zajedno Atem, Yugi, Kaiba Bakura i njihovi prijatelji odlaze u Egipat, do Išizu i Marika koji ih vode do tisućljetnog kamena. Yugi u njega stavlja svih sedam elemenata koje je skupio, i zatim se bori protiv Atema. Na kraju Yugi pobjeđuje i Atem se vraća u spiritualni svijet. 

### Yu-gi-oh! Piramida Svijetlosti (FILM)
Kaiba pokušava pronaći način da porazi Yugija i tri božanske karte. Postoji jedna karta-piramida svjetlosti i Kaiba je pronalazi kod Pegaza. Za to vrijeme oživi Anubis-Yamijev neprijatelj iz starog egipta. Kaiba izazove Yugija na dvoboj sjena u kojem se osjeća stvarna bol kad je neki igrač napadnut i gubitnik šalje svoju dušu u Kraljevstvo sijena. Yugi počne gubiti i tada dolazi Anubis i on zamijeni Kaibu. Anubis želi poraziti Yugija i uzeti njegovu zagonetku. Yugi pobijeđuje Anubisa. Sve završi sretno.

## Likovi
- Yugi Moto: 15-godišnjak koji ima mnogo Yugioh karata, a najveći rival mu je Seto Kaiba. Kada se aktivira tisućljetna zagonetka Yugi se iz običnog dječaka pretvara u svoj alter ego pun snage i samopouzdanja Yami Yugija koji je spreman suprotstaviti se zlim silama.

Status lika: glavni lik
- Yami Yugi: 5000 godina star faraon unutar Yugijeve Tisućljetne slagalice, koji preuzme Yugijevo tijelo kada je u opasnosti ili kada je vrijeme za dvoboj.

Status lika: glavni lik
- Seto Kaiba: Njega i njegovog mlađeg brata Mokubu su ostavili u sirotištu nakon što su im roditelji umrli. Zatim ga je posvojio bogataš Gozaburo, vlasnik Kaiba Korporacije,kaiba je kasnije naslijedio korporaciju i pretvori je iz tvornice vojne opreme u tvornicu igara s kartama.

Status lika:glavni negativac-kasnije dobar
- Tea Gardner: je Yugijeva prijateljica iz djetinjstva, ona je glas razuma i najveća podrška svim svojim prijateljima. Ako netko poželi odustati Tea je uvijek tu kako bi uvjerila prijatelje da nikada ne smiju odustati. Ona ih sve obožava i uvijek im je spremna pomoći.

Status lika:sporedni lik-pozitivac
- Joey Wheeler:Yugijev energični prijatelj koji ima sestru Serenity. Joey je nekada bio neposlušan dječak, no naučio je biti vjeran prijatelj. Iako ponekad napravi nešto prije nego dobro razmisli o tome, Joey ima zlatno srce i napravit će sve za prijatelje koji voli, a posebno Yugija.

Status lika:sporedni lik-pozitivac
- Tristan Taylor:je Yugijev prijatelj. Njih dvoje često upadaju u sitne svađe i prepirke, kada je to najpotrebnije jedan drugom uvijek spremno čuvaju leđa. Tristan je sklon paničarenju, no njegovi prijatelji znaju da uvijek mogu računati na njega.Nikad nije igrao dvoboj čudovišta osim jedanput u virtualnom svijetu protiv člana Velike Petorke Nesbitta.

Status lika:sporedni lik-pozitivac
- Mai: je lijepa i opasna, a ta kombinacija je čini nevjerojatno opasnom djevojkom. Jedna je od najboljih duelistica, a zna kada i kako upotrijebiti svoj neodoljivi šarm koji joj otvara sva vrata i zbog kojeg uvijek dobije ono što želi!

Status lika:sporedni lik-pozitivac
- Bakura:Je inače dobar i šutljiv, ali kad ga obuzme zli duh star 5000 godina, Yami Bakura,Bakura postane zao u probudi mu se poriv za kređu svih 7 tisućljetnih elemenata.O njegovom tisućljetnom prstenu se ne zna mnogo,samo znamo da je bio u vlasništvu zlog lopova prije 5000 godina.

Status lika:sporedni lik-negativac